# Lasiodiamesa arietina
Lasiodiamesa arietina är en tvåvingeart som först beskrevs av Daniel William Coquillett 1908.  Lasiodiamesa arietina ingår i släktet Lasiodiamesa och familjen fjädermyggor. Inga underarter finns listade i Catalogue of Life.